# گاملسدورف
گاملسدورف (به آلمانی: Gammelsdorf) یک شهر در آلمان است که در بایرن واقع شده‌است.

## خصوصیات
گاملسدورف ۲۱٫۶۳ کیلومترمربع مساحت دارد ۴۹۵ متر بالاتر از سطح دریا واقع شده‌است.